# 拉斯穆斯·伊萨克松
拉斯穆斯·伊萨克松（瑞典語：Rasmus Isaksson，1980年8月31日—），瑞典男子残疾人冰球运动员。他曾代表瑞典参加1998年和2002年冬季残疾人奥林匹克运动会冰球比赛，获得二枚铜牌。